# バンダイ
株式会社バンダイ（英: BANDAI CO., LTD.）は、子供向け玩具、模型、既製服（アパレル）、生活用品等の企画、開発、製造、販売を行う日本の企業。株式会社バンダイナムコホールディングスの完全子会社。コーポレート・メッセージは「夢・クリエイション～楽しいときを創る企業～」。「変身」や「妖怪」を商標登録している。

## 概説

### 企業系列
かつては三和グループのメンバーであり三和系企業で設立されたみどり会のメンバーだったが、2005年のナムコ（現・バンダイナムコエンターテインメント）との経営統合後にみどり会を退会した。

### 日本国外での展開
バンダイグループは、日本国外において、現地の人気キャラクターを盛んに玩具化し、「地球防衛軍テラホークス」、「新 キャプテン・スカーレット」や「バットマン」、「ベン10」などの玩具が現地の子会社を通じて発売されている。
1990年代にスーパー戦隊シリーズを日本国外向けにした作品である「マイティ・モーフィン・パワーレンジャー」の玩具をアメリカを始めとする日本国外で発売し、大成功を収めた。以後、『ニンジャスティール』までのパワーレンジャーシリーズの玩具を毎年、発売していたが、2019年4月1日をもってサバン・ブランドとの契約終了により『ビーストモーファーズ』以降の同シリーズの玩具販売はハズブロへ移行した。
2000年代以後はそれらに加えて、現地のキャラクターをアニメ化して展開している。アメリカではアメリカングリーティング社が開発したグリーティングカードのキャラクターである「ストロベリーショートケーキ」を、ヨーロッパではフランスの絵本を題材とした「ベルフラワーバニーズ」などをアニメ化している。
2010年代はアジアでのメディアミックス戦略にも力を入れ、インドネシア向けに石森プロと共同開発した等身大特撮ヒーロー「ガルーダの戦士ビマ」を展開している。これを受け2014年には現地法人BANDAI NAMCO INDONESIAを設立した。この他「アイカツ!」も韓国や台湾、香港、インドネシアでアニメと関連玩具を展開している。
「マイティ・モーフィン・パワーレンジャー」の成功に合わせて、ガンダムシリーズなどの日本のキャラクターの玩具も日本国外で発売を行っている。

## 歴史

### 1950年代
創業者、山科直治の義兄久々津一夫が経営する繊維会社「萬代産業」の玩具部門を譲り受け玩具問屋「萬代屋」として浅草にて創業。「萬代」（万代）とは武経七書の一つに数えられる兵法書「六韜」に登場する語の「萬代不易」（永久不変の意）に由来し、創業者の山科直治が「いつの世も人の心を満たす物を作り、絶えない企業の発展を願う」という意味だとしている。
当初は萬代産業の余りの布切れで作った人形を販売。その後、1950年初の自社製品のゴムまり「リズムボール」発売、「B26ナイトプレイン」が50万個以上のヒットになり、これ以降、金属玩具を主力とするようになる。輸出が中心で国内には輸出の余りを販売しており、玩具業界では評判が悪かったが、国内向けの玩具開発も手がけるようになる。創業から1960年代当時は「教育のバンダイ」と呼ばれた。

### 1960年代
1961年、社名を萬代屋からバンダイに変更する。玩具メーカーとしては後発であり旧来の玩具業界から反発が強かったため、同じく後発のタカラ（現・タカラトミー）とエポック社と組んで1961年に「玩具三社会」を設立。三社共同の玩具見本市を開催したり、新入社員の研修を合同で行うようになる。後にトミー（現・タカラトミー）とニチガンと学習研究社（現・学研ホールディングス）が加わり「玩具六社会」になる。
1960年代半ばより「クレイジーフォーム」「わんぱくフリッパー」「サンダーバード」などのヒットにより大手に成長する。しかし1968年に提唱した「無返品取引」が「バンダイは返品負担を問屋に押しつける」と玩具流通業界からの反発に遭う。さらに「キャプテンスカーレット」の失敗により「バンダイ倒産近し」という「黒い噂」が生まれる。それと共にバンダイ不買運動が起こる。こうした騒動は「無返品取引」を撤回し、さらに「キャプテンスカーレット」の売上不振で倒産した今井科学（イマイ）の業務をバンダイが引き継ぐことで終息した。

### 1970年代
1960年代の版権違反問題で大失敗し版権協会から追放され、業績が落ち込んでいたところ、東映の渡邊亮徳が『仮面ライダー』を作る際にバンダイの救済も兼ねる形で、バンダイに子会社を設立させた。それが1971年発足のポピーである。以後ポピーがキャラクター玩具を担う形となり、東映と関係を深めて行きキャラクタービジネスを主軸としたマーチャンダイジングを推進していった。1970年代にポピーは急成長し、売上でバンダイ本社を抜くようになり、ポピー社員はバンダイ社員の羨望をうけることになる。ポピーがバンダイ本社に合併されるまではバンダイ本社はほとんどキャラクター玩具を扱っていなかったため、現在のバンダイのキャラクター玩具はポピーが基盤となっている。
1967年に経営破綻した模型メーカーのコグレのプラモデルの金型を買い取ったことから本社内に模型部を発足。前述の今井科学の静岡工場と金型と社員を買収して、1971年に子会社のバンダイ模型を設立。静岡県の清水工場を拠点にバンダイ模型が企画開発と生産を行い、本社の模型部が営業と販売を行う体制となる。
旧今井製品の再版を土台にスタートしたため「バンダイは倒産した会社の金型を使っている」と業界内での評価は悪く、新製品の開発が急がれミリタリーや自動車の模型などを開発する。特に1/48機甲師団シリーズは手頃な価格と内部構造の再現で、1970年代前半は田宮模型の1/35ミリタリーミニチュアシリーズと並ぶ人気商品となる。また1970年代中頃の一時期、米国モノグラム社の販売代理店となり、同社の優れた1/48航空機キットを全国に低価格で供給した。同じ頃東映の大ヒット映画「トラック野郎」の版権を取得し、主人公の乗った11ｔトラック「一番星」をモデル化。当初得意の1/48スケールの販売だけだったが、後に全長55センチの超大型1/20スケールのものを発売、25年以上経った現在も販売を継続している。
1977年冬に発売した宇宙戦艦ヤマトでは1/500、1/700等キャラクター系キットに対する初のスケール表示の導入や、艦首を広げたディフォルメモデル、主役メカだけでなく脇役メカや悪役側メカもシリーズに加えるなどの商品展開のディスプレイキットが大ヒットした。それまではゼンマイやモーター駆動による「玩具」色が強かったキャラクター系キットがディスプレイキット主体に転換される結果となった。その商品展開は機動戦士ガンダム関連キット（通称「ガンプラ」）に継承されて1980年代以降の爆発的ヒットにつながり、プラモデルの取扱はキャラクター系キットに特化され、数多くのヒット商品を産み出した。
1978年には、宇宙戦艦ヤマトと超合金ブームの人気を受け、ブルマァクの倒産により商品ライセンスを失った円谷プロダクションのウルトラシリーズ商品ライセンスを獲得する。以後、バンダイのウルトラシリーズは大ヒットしていった。
ポピーは東宝のゴジラシリーズ等の特撮怪獣映画、ウルトラシリーズ等の円谷プロの特撮、そして仮面ライダーシリーズ・スーパー戦隊シリーズ・80年代に始まるメタルヒーローシリーズ等の東映の特撮・アニメをはじめとした、作品の世界観やキャラクターを使用した玩具・雑貨・既製服などを商品化する「キャラクターマーチャンダイジング」ビジネスを得意としていた。仮面ライダーとスーパー戦隊とメタルヒーローでは当初から玩具を手がけていた。
番組企画当初より登場キャラクターのデザイン等への参加および介入することでおよそ1年間の商品販売計画を策定しており、現在のキャラクター玩具ビジネスの基本ラインは、同社のスタイルを踏襲したものが多い。

### 1980年代
1980年に山科直治は35歳の長男・山科誠に社長職を譲り会長職に退いた。この時期、バンダイグループは玩具業界一位にまで成長しており、山科直治は「勝負はついた」という趣旨の発言をしている。
山科誠は出版社の編集者を志望していたが、その志望が叶えられなかったことと前述の「黒い噂」の払拭に努めていた時期の山科直治の「長男を入社させるくらいだからバンダイは大丈夫なんだ」というアピールとしてバンダイに入社した。このため玩具事業には興味を持たず、文房具、アパレル、菓子、映像、音楽、パソコン、アミューズメントなど事業の多角化に進むことになる。これは表面上は少子化で玩具事業の成長が見込めないためとされたが、山科誠が玩具事業にいる古参社員を煙たがったためともされている。
一方、1980年代の玩具業界は成長が頭打ちになり、限られたパイを巡って競争が激化、玩具メーカーの倒産も相次ぎ、前述の「玩具六社会」は1984年に解散した。その中でゲーム会社は急成長し任天堂やセガはバンダイの売上を追い抜いた。
この流れに対応し1980年代中盤には独自のテレビゲーム機の販売を行うもファミリーコンピュータ（ファミコン）をはじめとする他社ハードのサードパーティーとしてソフトの製造・販売を手がけるようになる。「なぜ、ファミコンをするのか?」と言われたものの、ファミコン参入第1弾「キン肉マン マッスルタッグマッチ」のヒットで軌道に乗った。
1982年にガンプラの販売において「ヤミ再販」（メーカーが価格を決め、流通業者にそれを守らせること）と「抱き合わせ販売」（ガンダム以外の商品も買わないとガンダムを売らない）を行い守らなかった場合には出荷停止を行ったことが独占禁止法違反にあたるとしてバンダイとポピーは公正取引委員会の立入検査を受けた。1983年に公正取引委員会のヤミ再販排除の勧告を受諾する。しかしもう一つの問題である「抱き合わせ販売」については不問となった。
1983年に株式上場に向けバンダイ本社を存続会社としてグループ8社の合併を行った。
1986年に玩具メーカーとして初めて東証2部上場を果たした。これにより社員たちの中にあった「所詮、俺たちは下町のおもちゃメーカーじゃないか」という卑下する気持ちが払拭できたとある。
なお山科直治は第二次世界大戦で中国に出征しており、「戦時中の贖罪」として1985年に中国福建省に日中合弁会社・中国福萬（福建）玩具有限公司を設立。ビジネス上の狙いとしては、円高で日本国内での玩具製造のコストが上がったため、円高の影響がない中国で製造しようということである。これ以降、バンダイは海外生産の比率を上げていくことになり、現在では9割が海外生産である。
1989年の第39回創立記念式典で山科誠は「バンダイランド」の構想を語った。これは、ディズニーを手本としたレジャー施設の構想である。また多角化を一層押し進め、玩具会社から脱皮し、ディズニーのような総合エンタテインメント企業を目指すことも語られた。この「日本のディズニー」という目標は現在のバンダイでも継承されている。同年、提携していたコアランドテクノロジー株式会社を子会社化し、商号を株式会社「バンプレスト」に変更、杉浦幸昌が初代社長になった。ただしこの際に、人的に相当な流出入の変化があったため、バンプレストとコアランドテクノロジーの関係は法人格を引き継いだだけの関係にすぎないと捉える向きもある。

### 1990年代
海外では1993年にアメリカ版スーパー戦隊のパワーレンジャーが大ヒットをとばす。しかし前述のようにゲーム機で任天堂やセガに後れをとったと考えたバンダイは1994年に「プレイディア」、1996年に「ピピンアットマーク」を販売するも失敗。これに加え、同時期の玩具事業の不振、スーパーファミコン用ソフトの不振により1997年3月期の連結決算は上場以来初の赤字となる見通しになった。
こうした経営不振から1997年、セガとの間で「セガバンダイ」として合併を行うと発表された。これに関してセガの中山社長は「ピピンが成功していたら合併はなかったろう」としている。逆にセガが弱い低年齢向けのキャラクターで強みがあるバンダイとの合併はセガにとってはメリットがあった。また当時、セガはライバルのSCEにゲーム機戦争で負けつつあり、この合併は「敗者連合」とされた。
しかしバンダイのたまごっちの大ヒットや、バンダイ社内からの反発も強く構想は破談になった。ただこの2要素が破談の「決定的要因ではない」としている。
セガの方が企業規模が大きいうえに「社風が米国流でドライ」であったため、合理化の名の下にリストラ（解雇）の懸念があったのである。またバンダイ系列の問屋を統合して誕生したハピネットでは存続会社のトウショウ社員ばかりが優遇されていた「ハピネットの悪夢」も強く想起され、合併の存続会社がセガである以上、リストラされなかったとしてもバンダイ社員は不遇になるものと思われた。さらに、かつてのバンダイでは考えられなかったが、一流上場企業の社員としての誇りが「セガバンダイ」の名前に強く反発した。また合併反対派が山科直治を取り込んだことも影響した。
この時の責任を取り、山科誠は社長職を辞任して会長に退くも後任の茂木隆は山科誠派で、「山科体制」は維持された。
セガとは合併破談後も業務提携が続けられ、バンダイはしばらくの間、セガのゲーム機向けのソフトを優先的に開発することとなる。
ピピンの事業はその後も続けられたが1998年に撤退、同事業をてがけていたBDE（バンダイ・デジタル・エンタテインメント）は解散する。これに伴って特別損失270億円を計上。このためたまごっちのヒットにより1998年3月期の連結決算は2882億円と過去最高であったにもかかわらず、単独決算では赤字に転落した。
さらにたまごっちの大ブームの終息を見極められず、大量の在庫を抱えてしまい、1999年3月期では単独決算、連結決算ともに赤字になる。単独決算は2期連続の赤字である。この責任を取り、茂木隆は退職。山科誠も名誉会長職に退き、「山科体制」は崩壊した。
1999年に山科誠が推進した多角化を放棄し、赤字事業を清算するためにバンダイ入社三年目の高須武男が社長に就任。高須が「泥をかぶった」形で事業の整理が始まる。彼の就任中に音楽、映像、海外販社などの事業は撤退ないし縮小することになる。玩具事業に不慣れな高須武男を山科直治時代からの「大番頭」である杉浦幸昌が会長職から支援した。
同年には携帯ゲーム機市場における任天堂の一強体制を打破すべく、携帯ゲーム機「ワンダースワン」を投入して、一定の成功を収める。

### 2000年代以降

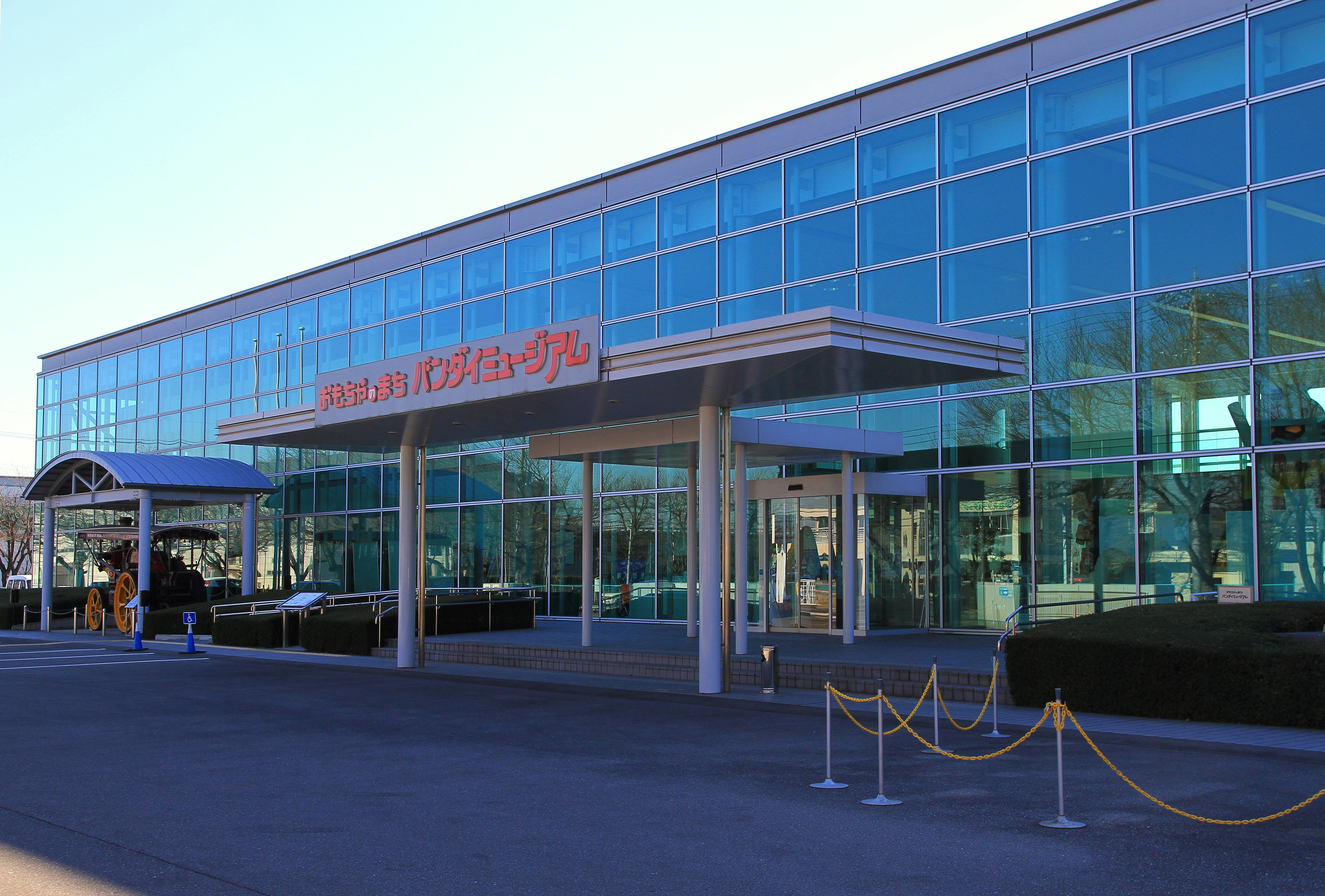
おもちゃのまちバンダイミュージアム（壬生町）

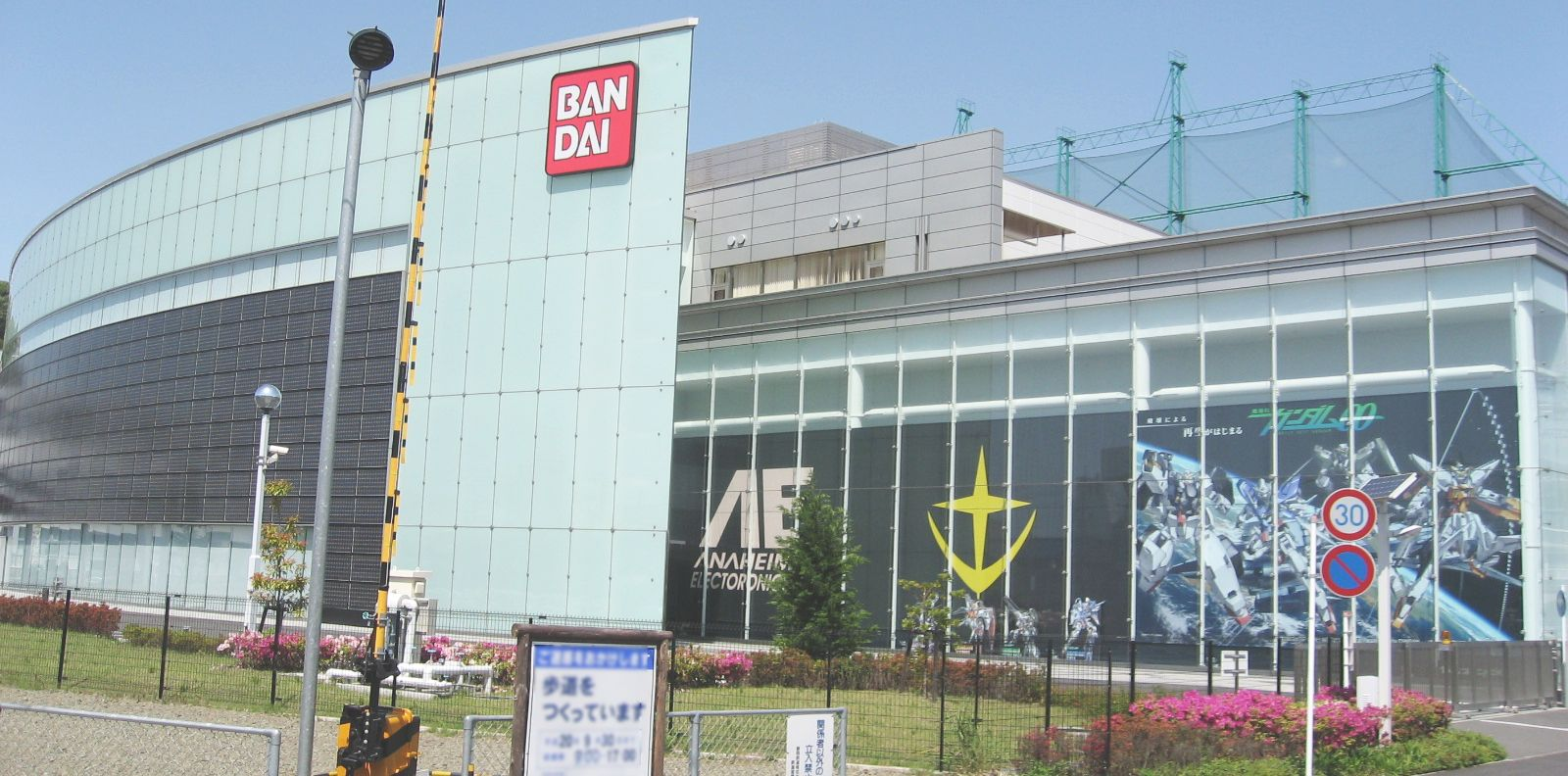
バンダイホビーセンター（静岡市）

2002年に長さ方向の寸法を短縮した鉄道車両のショーティーモデルの塗装済みキットである「Bトレインショーティー」を発売。同様の鉄道模型に近い商品としてNゲージと同じ縮尺で先頭車両をリアルに模型化した食玩「スタートレイン」やレール幅がZゲージより小さい電池駆動のスケールモデル「ZZ TRAIN」も「Bトレインショーティー」と前後して発売されている。
2003年3月期の連結決算で営業利益と経常利益が過去最高を達成。本物のドラえもんを作る「リアル・ドリーム・ドラえもん・プロジェクト」を開始。一方、2000年に「ワンダースワン」の後継機として登場した「ワンダースワンカラー」は「ファイナルファンタジーシリーズ」が携帯ゲーム機で初めての投入もあってそこそこの人気を得るも、人気ソフトの不足や、任天堂の「ゲームボーイアドバンス」による攻勢によってジリ貧に陥り、2003年に携帯ゲーム機のハード開発から事実上の撤退を表明している。
杉浦幸昌は定年65歳の内規に従い会長職を辞した。彼の引退を記念して以前社長を務めたバンプレストの本社があった千葉県松戸市にあるビルを改装し、バンダイミュージアムとして開館。前述の「バンダイランド」の構想を持っていた同社としては不満の残るものだったものの、特撮ヒーロー関連の展示やガンダムの世界観に基づいた博物館とバーを運営するなどした。2006年8月31日に閉館。2007年4月28日、栃木県壬生町におもちゃのまちバンダイミュージアムとして装いも新たに開館。
また文化事業にも熱心な所を見せ、バブル崩壊後各社が活動を縮小する中で、世界有数のトイ・コレクションを藤田文化財団から譲り受け、軽井沢ワールドトイミュージアム（現在閉館）と栃木県壬生町の新バンダイミュージアムで公開している。同ミュージアムでは19世紀の蒸気機関模型や20世紀初頭の炭鉱模型が展示されている。また、バンダイミュージアムでは玩具だけでなく、エジソンの発明品が一堂に展示されている。
2004年4月、本社ビルを現在の場所へ移転する。この新社屋のエレベーターは4基あり、それぞれバンダイが商品化しているキャラクターの声（まめっち、仮面ライダー1号、アンパンマン、アムロ・レイ）がアナウンスするというユニークな作りになっている。
2005年9月、それまで業務提携などを行ってきたナムコと共同で持株会社を設立し経営統合。前述の高須武男の手腕により「経営は万全」とした上での統合である。持株会社・バンダイナムコホールディングスの子会社となった。この経営統合で誕生した総合アミューズメント（AM）事業グループのバンダイナムコグループは、現在ゲーム業界ではソニー、任天堂に次ぐ第3位の事業規模を誇り日本のゲームソフトメーカーでは国内最大手となるまでに成長している。この時は「セガバンダイ」の時と違い、「バンダイナムコ」の名前に対する反発はほとんどなかった。
2006年3月1日、旧イマイ時代からプラモデルを生産していた静岡市清水区の静岡ワークスから静岡市葵区の新工場に移転し、「バンダイホビーセンター」として稼動を開始。開発・設計・金型・生産という、ガンプラに関わる営業とプロモーション以外の分野をまとめて担当し、開発から生産までを施設内に一括することで生産効率と品質の向上が図られている。3月31日、バンダイナムコグループの事業再編の一環として、家庭用ビデオゲーム事業部門をナムコを母体としたゲーム事業部門「バンダイナムコゲームス」へ統合（旧・バンダイゲーム事業部門が手がけるゲームは、2014年まで「バンダイ」レーベルで発売していた）。ちなみに、「アドバンスピコ・ビーナ」（セガトイズ）のサードパーティに関しては、電子玩具としているため、引き続き当社が担当している。それ以降、バンダイは主にトイホビー事業専門の会社組織となった。6月、ウィルコムのW-SIMを使い、子供向けPHS、「キッズケータイpapipo!」を発売した。1997年発売の「たまぴっち」以来のPHS端末の発売であり、これまで発売してきた「メルプチ」の発展版になる。
2008年4月1日、バンダイナムコゲームスがバンプレストを吸収合併しゲームソフト事業とアミューズメント機器事業を継承、プライズ事業（UFOキャッチャーなどの景品の開発・販売）は新会社バンプレストを設立し継承。
2009年4月1日、当社運営のバンダイレーベル専用サイトは、バンダイナムコゲームス公式サイトに統合され、統合前に発売されたゲームタイトルだけは知的財産権も自社で管理していたが、それと同時にバンダイナムコゲームスに引き継がれた。また、バンダイレーベルのゲームタイトルのCMは企業としてのバンダイのCMで製作されていたが、それ以降からバンダイレーベルもバンダイナムコゲームスの自社CMに移行したため、ゲーム事業を完全にバンダイナムコに統合した。4月20日、公式ショッピングサイト「プレミアムバンダイ」を開設。一般流通では販売しづらい商品や大人用アパレル商品などを中心にさまざまな商品展開を実施している。
2014年4月1日、バンダイナムコゲームスへのレーベル統一に伴いバンダイレーベルのゲームが発売終了。
2018年2月9日、バンダイナムコグループの再編が発表され、ホビー事業部並びにコレクターズ事業部が手がけているハイターゲット向けの玩具、プラモデルの企画・開発・製造・販売などの事業を同年4月1日付で新会社BANDAI SPIRITSへ移管したため、バンダイはトイ事業カンパニー（トイ戦略室、ボーイズ事業部、ガールズ事業部、プリスクール事業部）、ベンディング事業カンパニー（ベンダー事業部、カード事業部）、ライフ事業カンパニー（キャンディ事業部、アパレル事業部、ライフ事業部）の社内カンパニー制を導入した。これにより、コーポレートロゴに関しても差別化が図られ、BANDAI SPIRITSは青色を模ったバンダイロゴ（通称、青バンダイ）を採用した。
2022年、4月以降発売のバンダイの全商品のパッケージに「BANDAI NAMCO」のロゴがつくようになった。

## 沿革
- 1950年 - 山科直治が株式会社萬代屋を設立し、社長に就く。
- 1961年 - 商号を株式会社バンダイに変更。バンダイ、タカラ、エポック社で「玩具三社会」設立。1965年まで「三社会見本展示会」を東京都内で開催。
- 1963年 - バンダイ運輸を設立。玩具三社会にトミー工業と日本玩具株式会社（ニチガン）が加わり、「玩具五社会」になる。運輸部がバンダイ運輸（後のバンダイロジパル）として分社化。バンダイ初のテレビキャラクター商品鉄腕アトムを発売。
- 1965年 - バンダイ創立15周年。会社創立時の「B」ロゴから祝意をモチーフにした『バンザイ』ロゴを導入[12]。
- 1967年 - 経営破綻した模型メーカーのコグレの製品金型を買い取ってバンダイ模型部を設立し模型市場へ参入[13]。玩具五社会に学習研究社が加わり「玩具六社会」になる。
- 1969年 - 経営不振に陥った模型メーカーの今井科学の工場と金型を譲り受ける[14]。
- 1970年 - ジャパン・トンカ設立。
- 1971年 - ポピー（ボーイズトイ事業部およびコレクターズ事業部の源流）、バンダイ模型[14]（ホビー事業部の源流）を設立。仮面ライダー『変身ベルト』発売。この変身ベルトは、現在以降も継続されている。
- 1972年 - 『超合金マジンガーZ』発売。
- 1976年 - 「うごく絵本」で出版事業に進出。
- 1977年 - 『ガシャポン』発売（カプセル玩具自販機に参入）
- 1978年 - バンダイ出版設立。『ウルトラシリーズ』の商品ライセンスを獲得。玩具自動販売機事業に進出。
- 1980年 - 山科直治が会長に退き、長男の山科誠（現：日本BS放送社長）が社長に就任。プラスチック製のガンダムプラモデル（ガンプラ）を発売し大ブームになる。ジャパン・トンカをマミートに名称変更。
- 1981年 - 玩具菓子事業に進出。
- 1981年〜1982年 - 世界各国に相次いで支社を設立する。
- 1982年 - 乗り物変形ロボット玩具シリーズ『マシンロボ』発売。エモーション ビデオ課設立（後のバンダイビジュアル）。
- 1983年 - ポピー、バンダイ模型、バンダイ工業、バンダイオーバーシーズ、マミート、セレンテ、バンダイ出版の7社を合併。これをきっかけにしてCIと、キャッチコピー「夢・クリエイション　楽しいときを創る企業（2018年3月末までメインスポンサーにおける提供時の読み）」[15]を掲げる。映像ソフト販売子会社としてAE企画（Account Executive Planning、後のバンダイビジュアル）設立。アパレル事業部を設立。
- 1984年 - 『タマゴラス』が発売。ビデオ課がネットワーク フロンティア事業部として分社化。玩具六社会が解散。
- 1985年 - ファミコンソフト『キン肉マン マッスルタッグマッチ』がミリオンセラーを記録。中国福建省に日中合弁会社・中国福萬（福建）玩具有限公司を設立。中国市場に進出。
- 1986年 - 東証2部に上場。資本金107億9600万円。ファミリートレーナーを発売。『子象物語 地上に降りた天使』で映画分野に進出。米玩具大手マテル社との共同出資でマーバ・コーポレーションを設立。バービーを販売。
- 1987年 - ウォルト・ディズニー・カンパニーと映像ソフト販売契約を結ぶ（1989年に契約終了）。『聖闘士星矢』聖闘士聖衣大系（セイントクロスシリーズ）がヒットする。タイに合併会社 BANDAI AND K.C. CO., LTD.を設立。ミサワホーム、日本公文教育研究会と共同で小型コンピューターの開発会社「コンピュータープレゼンス」を設立。
- 1988年 - 東証1部に上場。ネットワーク フロンティア事業部を吸収し、メディア事業部が発足。「森は生きている/12カ月のニーナ」でミュージカル事業に進出。
- 1989年 - AE企画がバンダイビジュアル販売と社名を変更。北野武監督のデビュー作『その男、凶暴につき』を制作。
- 1990年 - 文化放送からレコード会社、アポロン音楽工業を譲受し『株式会社アポロン』に社名変更
- 1991年 - バンダイビジュアル販売がバンダイビジュアルと社名を変更。バンダイ系列の玩具卸3社（トウショウ、セイコー、ダイリン）が合併、トウショウを存続会社にしハピネットに社名変更。
- 1992年 - メディア事業部の映像ソフト事業をバンダイビジュアルに統合。バンダイ運輸をバンダイロジパルに社名変更。クリスマスおもちゃプレゼント大賞が12月24日に毎年開催される。
- 1993年 - アメリカで『パワーレンジャー』関連商品が大ヒット。
- 1994年 - サンライズがグループ企業となる。プレイディアを発売。バンダイキャラネットTVを配信。
- 1995年 - アメリカに慈善事業であるThe Bandai Foundationを設立。
- 1996年 - 公式サイトを開設。ピピンアットマーク、『たまごっち』発売。バンダイ・シンガポール設立。株式会社アポロンをバンダイ・ミュージックエンタテインメントに社名変更（その後2000年に解散、音源はエモーションミュージックに承継し、現在はバンダイナムコミュージックライブが管理）
- 1997年 - ハイパーヨーヨー、デジタルモンスターを発売。たまごっちの爆発的ヒットにより多くの人々の労働時間を空費させることができたことに対して、企画・開発元のウィズと共同でイグノーベル賞の経済学賞を受賞。
- 1998年 - たまごっちが社会現象にまでなり売上高を大幅に伸ばしたが、機を逸した大増産で供給過多に陥り、ピピンアットマークの販売不振も重なったことで126億円に上る損失を計上し上場以来初の赤字となる。大人向けフィギュアS.I.C.発売。
- 1999年 - 高須武男（三和銀行・現三菱UFJ銀行出身）が社長に就任。携帯ゲーム機ワンダースワンを発売。
- 2000年 - ワンダースワンカラーを発売。キャラクター研究所を設立。セイカノート（現・サンスター文具）がグループ会社になる。
- 2001年 - 葦プロダクションがグループ企業となる。※現在は資本関係を解消。
- 2002年 - ツクダオリジナル（後のパルボックス、現在はメガハウスに統合）がグループ企業に、『出撃!マシンロボレスキュー』としてマシンロボ復活。ガンダムコレクション（1/400スケール完成品フィギュア）発売。キャラクター研究所が開発した第1号キャラクター『くまのがっこう』の絵本がブロンズ新社から出版される。同年6月には、iモード開発者の松永真理を社外取締役に迎える。
- 2003年 - バンダイ初の企業博物館『バンダイミュージアム』を千葉県松戸市に開業（2007年に栃木県下都賀郡壬生町に移転）
- 2004年 - 新本社ビルに移転する。旧本社はバンダイ第2ビルに改称。「ドラえもん・ザ・ロボット」を発売。子会社のバンプレストが遊園地「浅草花やしき」を当時の運営会社トーゴから譲受。
- 2005年 - 社長に上野和典が就任。ピープルが株式公開（JASDAQ証券取引所に株式上場）を契機に、資本提携を行いグループ会社入りへ。ナムコと共同持株会社バンダイナムコホールディングスを設立、経営統合。データカードダス第1号『データカードダス ドラゴンボールZ』稼働。『神羅万象チョコ』発売。
- 2006年 - ビデオゲーム事業部をバンダイナムコゲームスへ移管。ウルトラシリーズ40周年、たまごっち10周年。
- 2007年 - データカードダス『大怪獣バトル ULTRA MONSTERS』稼働。
- 2008年 - TYOから円谷プロダクションの株式33.4%を取得。翌2009年には同社から株式15.6%を追加取得、持ち株比率49.0%になる。大人向けアクションフィギュア『S.H.Figuarts』発売。
- 2010年 - 変身するミニカー『ブーブ』発売。ネットカードダス第1号『プロ野球オーナーズリーグ』発売。子供向けキャラクターTシャツ『TPETS!』発売。
- 2011年 - 東日本大震災により、仙台工場が一時閉鎖。
- 2012年 - 新筐体「データカードダスNEO」をリリースし、同年にこの筐体を使用した『百獣大戦グレートアニマルカイザー』『アイカツ!』が稼働。『アイカツ!』はメディアミックスを展開し、人気コンテンツとなる。
- 2013年 - カード事業部、ベンダー事業部、ライフ事業部の3部門が東京スカイツリーイーストタワーに移転。
- 2014年 - バンダイナムコゲームスへのレーベル統一に伴いバンダイレーベルのゲームが発売終了[16]。レベルファイブ開発のゲーム『妖怪ウォッチ』関連商品を発売し、大ヒットする。
- 2015年 - 社長に川口勝が就任。
- 2018年 - 社内カンパニー制を導入。同時にフィギュア・プラモデル等のハイターゲット向け事業を分割し、BANDAI SPIRITSに事業譲渡[17][18][19]。
- 2021年 - 社長に竹中一博が就任。カンパニー制を廃止しディビジョン制に移行[20]。
- 2022年 - 商品外箱に「BANDAI NAMCO」のロゴが表記されるようになる[21]。

## 商品

### 主な現行商品

#### キャラクター玩具
- ガンダムシリーズ関連の玩具
- ソフトビニール人形
  - ライダーヒーローシリーズ
  - ムービーモンスターシリーズ
  - ウルトラ怪獣シリーズ
  - ウルトラヒーローシリーズ
- 変身ベルト
- 超合金 - 現在はトイ事業カンパニー取扱の製品のみ。
- S.I.C.
- マスクコレクション
- ポケモンキッズ

#### オリジナル玩具
- マシンロボシリーズ
  - ユニトロボーン
- タマゴラスシリーズ
- たまごっちシリーズ
- デジタルモンスターシリーズ
- プリモプエル
- ∞にできるシリーズ
- ハイパーヨーヨー

#### トレーディングカード
トレーディングカードアーケードゲームも含む。
- カードダス
  - データカードダス - 現在稼働中のタイトルについてはデータカードダス#稼働中タイトルを参照。
- バトルスピリッツ
- デジモンカードゲーム
- ワンピーストレーディングカードゲーム
- ユニオンアリーナ

#### その他
- ガシャポン - カプセル自販機
- スマートパンツ
- 化粧品
  - Creer Beaute（クレアボーテ） - ベルサイユのばらやルパン三世とのコラボ化粧品を販売している。
  - Pretty Holic（プリティホリック） - 『プリキュアシリーズ』の子ども向けコスメを販売している。詳細は当該項目を参照。

### BANDAI SPIRITSへ移管された部門
キャラクター玩具
- ガンプラ
- ROBOT魂
- S.H.Figuarts
- 聖闘士聖衣神話
- 超合金 - 旧ホビー事業部取扱の製品のみ。
- PROPLICA

鉄道模型
- Bトレインショーティー

### 展開終了した商品

#### 玩具
- エアポートシリーズ
- ポピニカシリーズ
- ジャンボマシンダーシリーズ
- ピースメーカー
- プラデラシリーズ
- マシンロボシリーズ
  - マシンロボ 600
  - CGロボ
  - マシンロボレスキュー
  - マシンロボ ムゲンバインシリーズ
  - ムゲンバインビルド合体シリーズ
- デジロボ・トキマ
- 機甲錠人メタルジョー
- ロボット電卓・ロボロイド
- パズルカル(パズル電卓。1988年グッドデザイン賞・受賞。）
- テレビパワーシリーズ
- リアルロボットレボリューション
- レボルト
- 装着変身シリーズ - 現在はS.H.Figuartsへ移行
- ウルトラコイン伝説
- 聖闘士聖衣大系 - 現在は聖闘士聖衣神話シリーズへ移行。
- 京本コレクション - 京本政樹監修のウルトラマン・仮面ライダーの巨大フィギュア
- ソフビ魂シリーズ
- ナックルファイター
- ディスクファイター
- パームトップウォーカー
- ワンダーボーグ
- B TRAIN（ビートレイン）、B TRAIN MINI（ビートレインミニ） - ダイキャスト成形の鉄道玩具
- ミニミニレール
- トレジャーガウスト
- ヨーカイザー
- キーボッツ
- 超機甲爆走ロボトライ
- クラッシュギア
- バクシード
- 化石錬成ゼルゲノム
- 20Q
- スペースワープ
- VARSX
- スタートレイン
- Press Hard
- ant's life studio
- モービルタウン
- 超造形魂
- ケンダマクロス
- もじバケる[22]
- ブーブ
- バトルブレイク
- ホンモノピラフレッスン
- あわ曜日
- 破幻のジスタ
- ここたまシリーズ
- ラディアン
- アニマギア
- ガンダムシリーズ玩具
  - 元祖SDガンダム
  - タマロイド 超Cガンダム
  - SDガンダムフルカラー
  - MOBILE SUIT IN ACTION!! - 現在は「ROBOT魂」シリーズへ移行
- リンキーココ

#### テレビゲーム機
- インテレビジョン（マテル社からの輸入販売）
- アルカディア
- 光速船
- RX-78 GUNDAM（ゲームパソコン）
- てれびっこ
- プレイディア
- ピピンアットマーク

ゲームソフト
- FC、FCD、GB、VB、GBA、DS、SFC、N64、GC、PS、MD、GG、SS、DC、PS2、3DO、Winなど

ゲーム周辺機器
- スーパーコントローラー（FC）
- スーパーコントローラー2（FC）
- ファミリートレーナー（FC）
- ファミリートレーナー吸音マット（FC）
- スーファミターボ（SFC）
- キッズステーション（PS）

電子ゲーム
- コンピュータ・ウォーゲームシリーズ - 複雑な計算を瞬時に判定するマイコン（専用の自動判定機）を使用した誰にでも手軽にシミュレーションを楽しめるタイプのゲームシリーズ。
  - 01
  - 02
  - 03 ゴジラ　GODZILLA
- LCD GAME DIGITALシリーズ
- テクトロンシリーズ
- サウンドバトラー
- ワンダースワン
  - ワンダースワンカラー
  - スワンクリスタル
- デジタルペット系ゲーム
  - レジェンズ
  - 陰陽闘神機

#### トレーディングカードゲーム
- ネットカードダス
  - プロ野球オーナーズリーグ
  - Panini Football League
  - ガンダムデュエルカンパニー
- ガンダムウォー
  - ガンダムウォーネグザ
- クルセイドシステムカードシリーズ
- ミラクルバトルカードダス
- レンジャーズストライク
- 妖怪ウォッチ とりつきカードバトル
- 神羅万象チョコ - 食玩（カード入り菓子）であるが便宜的にここへ置く。
- 超獣戯牙ガオロードチョコ - 同上。

#### 海外製品
- 獣旋バトル モンスーノ
- キャプテンパワー（マテル）
- メガブロック

#### その他
- 8盤
- デチョンパシリーズ - キャラクター型腕時計。単純にキャラの姿を取った物だけでなく作中でキャラが使用しているアイテムを模したものもあった。
- バンダイifシリーズ - ウォーシミュレーションゲーム
- バンダイDoシリーズ - テーブルトークRPG
- バンダイHOゲージ - HOゲージ鉄道模型のトータルセット。
- ハコビジョン

## 提供番組
90秒以上の筆頭提供番組でのスポンサー読みは、ポピー時代としては「お子さまに夢と勇気をと願う ポピー」（男児向け）、または「小さな心に夢とロマンをと願う ポピー」（女児向け）のいずれかで、バンダイグループが体制移行した際は「新しい子供文化を創造する バンダイグループ」で、ポピーと合併した1983年から1988年までは「バンダイ」、1988年から2018年3月までは「楽しいときを創る企業　バンダイ」、2018年度以降は「夢・クリエイション　バンダイ」、クレジット表示は「夢・クリエイション BANDAI」。
本項では、1983年に旧ポピーとの合併後に提供した（している）番組を記載。なお便宜上、BANDAI SPIRITS（2018年以降）が「BANDAI」名義でスポンサーについている番組についても記載する。⭐︎があるものは旧ポピー時代から続行の番組（現在終了したものも含む）。なお、2025年4月現在一部製品のCMの最後には、バンダイナムコグループの「BANDAI NAMCO」吹きだしロゴが画面右上もしくは左上に表示されている。
また、特記事項のない不定期での提供や再放送の番組は本項では省略している。

### 現在
2025年4月現在。
- 日本テレビ系列
  - それいけ!アンパンマン（一部地域を除く）[注 4]
  - 機動戦士Gundam GQuuuuuuX
- テレビ朝日系列

  - ニチアサキッズタイム
    - プリキュアシリーズ（朝日放送テレビ制作）
    - 仮面ライダーシリーズ（仮面ライダークウガ以降）
    - スーパー戦隊シリーズ☆
- TBS系列
  - 日5（毎日放送製作、一部の作品のみ）
- テレビ東京系列
  - おはスタ
  - ウルトラシリーズ（ウルトラマン列伝以降）
  - 魔神創造伝ワタル
- フジテレビ系列
  - ゲゲゲの鬼太郎傑作選（一部地域を除く）
  - ONE PIECE（一部地域を除く）
- tvk
  - 関内デビル

### 過去
- 日本テレビ系列
  - キン肉マン
  - ぴえろ魔法少女シリーズ
  - 星雲仮面マシンマン
  - 兄弟拳バイクロッサー
  - 蒼き流星SPTレイズナー
  - 星銃士ビスマルク
  - 忍者戦士飛影
  - 結界師（読売テレビ制作）
- テレビ朝日系列
  - ドラえもん（番組自体は第2期として継続中）[注 5]☆
  - メタルヒーローシリーズ☆
  - チンプイ
  - 藤子不二雄ワイド→藤子不二雄ワールド
  - 聖闘士星矢[注 6]
  - 悪魔くん
  - キャプテンパワー
  - 美少女戦士セーラームーンシリーズ
  - SLAM DUNK
  - キューティーハニーF
  - マシュランボー[注 7]
  - スティッチ!
  - デジモンクロスウォーズ
  - 暴れん坊力士!!松太郎
  - ワールドトリガー（第1期のみ）
  - ガンダムシリーズ
    - 機動戦士Vガンダム
    - 機動武闘伝Gガンダム
    - 新機動戦記ガンダムW
    - 機動新世紀ガンダムX

  - 朝日放送テレビ制作のアニメ
    - とんがり帽子のメモル
    - まじかる☆タルるートくん
    - 夢のクレヨン王国
    - おジャ魔女どれみシリーズ
    - 明日のナージャ

  - 名古屋テレビ制作のアニメ
    - 戦闘メカ ザブングル
    - 聖戦士ダンバイン[注 8]
    - 重戦機エルガイム
    - 機動戦士Zガンダム
    - 機動戦士ガンダムZZ
    - 機甲戦記ドラグナー
    - かいけつゾロリ→まじめにふまじめ かいけつゾロリ
    - 古代王者 恐竜キング Dキッズ・アドベンチャー
    - バトルスピリッツシリーズ
    - トライブクルクル
    - ヘボット!
- TBS系列
  - ウルトラシリーズ（ウルトラマンメビウスまで）☆
  - 仮面ライダーシリーズ（毎日放送制作、仮面ライダーBLACK RXまで）☆
  - 超獣機神ダンクーガ
  - さくらももこ劇場 コジコジ
  - 毎日放送制作のアニメ
    - 超時空騎団サザンクロス
    - 3丁目のタマ うちのタマ知りませんか?
    - ガンダムシリーズ
      - 機動戦士ガンダムSEED
      - 機動戦士ガンダムSEED DESTINY
      - 機動戦士ガンダム00
      - 機動戦士ガンダムAGE
      - ガンダム Gのレコンギスタ
      - 機動戦士ガンダム 鉄血のオルフェンズ
      - 機動戦士ガンダム 水星の魔女

    - 交響詩篇エウレカセブン
    - コードギアス 反逆のルルーシュR2
    - 呪術廻戦
- テレビ東京系列
  - ぐリンちょリンぱリン
  - ハローキティとバッドばつ丸→キティズパラダイスシリーズ
  - NG騎士ラムネ&40
    - VS騎士ラムネ&40炎

  - 疾風!アイアンリーガー
  - 遊☆戯☆王デュエルモンスターズ（一時期のみ）
  - ラブひな
  - しあわせソウのオコジョさん
  - NARUTO -ナルト-
  - ケロロ軍曹
  - BLEACH
  - 焼きたて!!ジャぱん
  - ギャラリーフェイク
  - うえきの法則
  - 甲虫王者ムシキング〜森の民の伝説〜
  - 創聖のアクエリオン
  - ふしぎ星の☆ふたご姫→ふしぎ星の☆ふたご姫 Gyu!
  - 武装錬金
  - .hack//Roots
  - ゼーガペイン
  - 銀魂
  - 出ましたっ!パワパフガールズZ
  - デルトラクエスト（テレビ愛知制作）
  - ケータイ捜査官7
  - ジュエルペットシリーズ
  - たまごっち!シリーズ
  - アイカツ!シリーズ
  - ガイストクラッシャー→ガイストクラッシャー ゴッド編
  - 妖怪ウォッチ
    - 妖怪ウォッチ シャドウサイド
    - 妖怪ウォッチ!
    - 妖怪学園Y 〜Nとの遭遇〜
    - 妖怪ウォッチ♪

  - ディスク・ウォーズ:アベンジャーズ
  - マジンボーン
  - かみさまみならい ヒミツのここたま→キラキラハッピー★ ひらけ!ここたま
  - デジモンユニバース アプリモンスターズ
  - ブラッククローバー
  - ピカっと解決 ピカちんハンター→ポチっと発明 ピカちんキット
  - SPY×FAMILY
- フジテレビ系列
  - Dr.スランプ アラレちゃん☆
  - 東映不思議コメディーシリーズ（一部の作品除く）☆
  - 未来警察ウラシマン
  - こちら葛飾区亀有公園前派出所
  - ∀ガンダム
  - ドラゴンボール
    - ドラゴンボールZ
    - ドラゴンボールGT
    - ドラゴンボール改
    - ドラゴンボール超

  - デジモンシリーズ
    - デジモンアドベンチャー
    - デジモンアドベンチャー02
    - デジモンテイマーズ
    - デジモンフロンティア
    - デジモンセイバーズ
    - デジモンアドベンチャー:
    - デジモンゴーストゲーム

  - 逃走中 グレートミッション
  - HUNTER×HUNTER（1999年版）
  - 金色のガッシュベル!!
  - トリコ
  - のだめカンタービレ
  - 鬼滅の刃（FNS全国ネットのみ）
  - レ・ミゼラブル 少女コゼット（BSフジ）
  - +Ultra
    - BEASTARS
    - BNA ビー・エヌ・エー
    - 空挺ドラゴンズ
    - キャロル&チューズデイ
    - INGRESS THE ANIMATION

他多数

## VTuber
DJマロンとMCズイミー
2019年3月12日よりYouTubeバンダイ公式チャンネルとワンダースクールで活動を開始したバーチャルYouTuber。おもちゃ紹介やミニアニメも配信している。2019年12月3日より新キャラクターの声優オーディション募集。

## 電話サービス
1995年度から「バンダイこども電話サービス」がスタート。2009年度より「バンダイテレフォンサービス」に改称。2025年現在、男児向け特撮作品（スーパー戦隊シリーズ）や女児向けアニメ（プリキュアシリーズ）作品を中心に主人公が電話で登場している。かつては女児向けアニメとして、「美少女戦士セーラームーンシリーズ」や「夢のクレヨン王国」、「おジャ魔女どれみシリーズ」、「明日のナージャ」の主人公も電話で登場したことがある。

### 現在サービスを実施するキャラクター
- ナンバーワン戦隊ゴジュウジャー
- キミとアイドルプリキュア♪

### 過去にサービスを実施していたキャラクター
1995年度
- 超力戦隊オーレンジャー
- 美少女戦士セーラームーンSuperS

1996年度
- 激走戦隊カーレンジャー
- 美少女戦士セーラームーンセーラースターズ

1997年度
- 電磁戦隊メガレンジャー
- キューティーハニーF

1998年度
- 星獣戦隊ギンガマン
- 夢のクレヨン王国

1999年度
- 救急戦隊ゴーゴーファイブ
- おジャ魔女どれみ

2000年度
- 未来戦隊タイムレンジャー
- おジャ魔女どれみ#

2001年度
- 百獣戦隊ガオレンジャー
- も〜っと!おジャ魔女どれみ

2002年度
- 忍風戦隊ハリケンジャー
- おジャ魔女どれみドッカ〜ン!

2003年度
- 爆竜戦隊アバレンジャー
- 明日のナージャ

2004年度
- 特捜戦隊デカレンジャー
- ふたりはプリキュア

2005年度
- 魔法戦隊マジレンジャー
- ふたりはプリキュアMax Heart

2006年度
- 轟轟戦隊ボウケンジャー
- ふたりはプリキュアSplash Star

2007年度
- 獣拳戦隊ゲキレンジャー
- Yes!プリキュア5

2008年度
- 炎神戦隊ゴーオンジャー
- Yes!プリキュア5GoGo!

2009年度
- 侍戦隊シンケンジャー
- フレッシュプリキュア!

2010年度
- 天装戦隊ゴセイジャー
- ハートキャッチプリキュア!

2011年度
- 海賊戦隊ゴーカイジャー
- スイートプリキュア♪

2012年度
- 特命戦隊ゴーバスターズ
- スマイルプリキュア!

2013年度
- 獣電戦隊キョウリュウジャー
- ドキドキ!プリキュア

2014年度
- 烈車戦隊トッキュウジャー
- ハピネスチャージプリキュア!

2015年度
- 手裏剣戦隊ニンニンジャー
- Go!プリンセスプリキュア

2016年度
- 動物戦隊ジュウオウジャー
- 魔法つかいプリキュア!

2017年度
- 宇宙戦隊キュウレンジャー
- キラキラ☆プリキュアアラモード

2018年度
- 快盗戦隊ルパンレンジャーVS警察戦隊パトレンジャー
- HUGっと!プリキュア

2019年度
- 騎士竜戦隊リュウソウジャー
- スター☆トゥインクルプリキュア

2020年度
- 魔進戦隊キラメイジャー
- ヒーリングっど♥プリキュア

2021年度
- 機界戦隊ゼンカイジャー
- トロピカル〜ジュ!プリキュア

2022年度
- 暴太郎戦隊ドンブラザーズ
- デリシャスパーティ♡プリキュア

2023年度
- 王様戦隊キングオージャー
- ひろがるスカイ!プリキュア

2024年度
- 爆上戦隊ブンブンジャー
- わんだふるぷりきゅあ!

## 関連会社等

### 関連会社
- バンダイナムコグループ
  - BANDAI SPIRITS
  - バンダイナムコエンターテインメント
  - バンダイナムコフィルムワークス（サンライズ）
  - 創通
- 東映

### 関連施設等
- おもちゃのまちバンダイミュージアム
- 軽井沢ワールドトイミュージアム
- ガンプラビルダーズワールドカップ
- Side-B
- バンダム牧場 - 創業者の山科直治は、生前馬主としても活動し、また、北海道浦河町に牧場を開設し、オーナーブリーダーとしても活動していた。
- 道の駅ばんだい - 2007年に福島県磐梯町の町長が同名のよしみで社長を訪問したことをきっかけに官民交流が行われたことから、館内にBANDAI製品のコーナーが設置され、大型のガンダムの立像も設置されている。

### 提携企業等
- 三和銀行
- 円谷プロダクション
- 小学館
- マッグガーデン
- 横浜フリューゲルス - 1993年から1998年にユニフォーム背番号スポンサー
- Q ENTERTAINMENT
- 劇団飛行船